# Singed
Singed è un film muto del 1927 diretto da John Griffith Wray. La sceneggiatura si basa sulla storia breve Love o' Women di Adela Rogers St. Johns apparso su Hearst's International-Cosmopolitan (febbraio 1926).

## Trama
Dolly, una ragazza che lavora in una sala da ballo, e il suo amante Royce Wingate, diventano enormemente ricchi con un pozzo di petrolio. A Wall Street, lui diventa una vera potenza, ma il suo rapporto con Dolly - considerata una donna di facili costumi - gli impedisce di entrare a far parte della buona società. Royce, allora, progetta di sposare Amy, una signora del bel mondo. Ma Dolly, gelosa e in preda alla collera per essere stata tradita, minaccia Royce con una boccetta d'acido. Lui, cercando di schivare l'amante furibonda, spara alla bottiglietta ma invece colpisce per errore proprio Dolly. Disperato, crede di averla uccisa ma, poi, lei si riprende e i due si riconciliano, ancora innamorati uno dell'altra.

## Produzione
Il film fu prodotto dalla Fox Film Corporation.

## Distribuzione
Distribuito dalla Fox Film Corporation, il film - presentato da William Fox - uscì nelle sale cinematografiche statunitensi il 23 agosto 1927.